# Schweizerische Volkspartei
Die Schweizerische Volkspartei (SVP Schweiz), französisch Union démocratique du centre (UDC), italienisch Unione Democratica del Centro (UDC, deutsch wörtlich «Demokratische Union der Mitte»), rätoromanisch Partida populara Svizraⓘ (PPS), ist eine 1971 gegründete rechtspopulistische, europaskeptische, nationalkonservative und wirtschaftsliberale politische Partei in der Schweiz. Sie ist seit 1999 im Nationalrat die stärkste Partei nach Sitzen und bildet die grösste Fraktion in der Bundesversammlung. Gemessen an der Mitgliederzahl ist sie die drittgrösste Partei.

## Einführung
Die SVP ging 1971 aus der Bauern-, Gewerbe- und Bürgerpartei (BGB) und der Demokratischen Partei (DP) der Kantone Graubünden und Glarus hervor. Sie durchlief in den frühen 1990er-Jahren unter dem Einfluss des Grossunternehmers Christoph Blocher einen tiefgreifenden Wandel. Neben einer Modernisierung und Professionalisierung des Parteiapparats fällt vor allem die inhaltliche Neupositionierung am rechten Rand des Parteienspektrums auf, die intern wie auch gegen aussen grosse Spannungen erzeugte. Diese eskalierten im Zusammenhang mit den Bundesratswahlen 2007 mit der Nichtwiederwahl Blochers als Bundesrat sowie der Abspaltung der Bürgerlich-Demokratischen Partei (BDP), die im Bundesrat verblieb, während sich die SVP in die Opposition zurückzog. Ende 2008 wurde mit Ueli Maurer wieder ein SVP-Mitglied in die Regierung gewählt, 2015 mit Guy Parmelin ein zweites.
In den eidgenössischen Wahlen (im Proporzwahlrecht) ist die SVP seit 2003 die landesweit gesehen stärkste Partei. Bei Majorzwahlen bleibt die SVP trotz des schon um die Jahrtausendwende erkannten Problems untervertreten; Ständeräte konnte sie von 1971 bis 2015 in acht Kantonen stellen, meist dort, wo sie schon vor dem schweizweiten Aufstieg eine wichtige Kraft war. Anfang 2018 stellte sie fünf von 46 Ständeräten, ab 2019 zählte der Ständerat sieben Mitglieder der SVP. Auch in Kantonsregierungen und in Exekutiven auf Gemeindeebene ist die SVP gemessen an ihrem nationalen Wähleranteil untervertreten. Schweizweit stellte sie zu Beginn 2018 nur 23 von 146 kantonalen Regierungsräten.

## Geschichte

### Überblick
Die SVP war ursprünglich eine zentristische Bauernpartei, wandelte sich jedoch ab den 1980er-Jahren unter der inoffiziellen Führung des Zürcher Unternehmers Christoph Blocher von einer rechtsbürgerlich-konservativen in eine rechtspopulistische Volkspartei. Sie positioniert sich heute rechts im politischen Spektrum und betreibt eine kompromisslose Rhetorik, mit der sie sich regelmässig dem Vorwurf der Vereinfachung und des Populismus aussetzt. Politische Gegner sowie linksliberale Medien, wie etwa die britische Zeitung The Independent, warfen ihr auch schon Extremismus vor, was die Partei allerdings dementiert.
Lange hatte die Partei hinsichtlich ihrer Wählerstärke hinter FDP, CVP und SP auf Rang vier gelegen. Sie erhöhte jedoch ab 1991 ihren nationalen Wähleranteil stetig, wurde bei den Schweizer Parlamentswahlen 2003 stärkste Partei und forderte einen zweiten Bundesratssitz für Christoph Blocher, worauf dieser gewählt wurde. Die SVP erreichte erneut einen Wahlerfolg bei den Schweizer Parlamentswahlen 2007. Nach der von Kontroversen geprägten ersten Amtsperiode von Blocher als Bundesrat wurde dieser 2007 bei der Erneuerungswahl von der Vereinigten Bundesversammlung nicht mehr bestätigt. An seine Stelle trat Eveline Widmer-Schlumpf, die erste Frau aus den Reihen der SVP im Bundesrat. Durch diese Wahl kam eine Entwicklung ins Rollen, die 2008 zum vorübergehenden Ausscheiden der SVP aus dem Bundesrat führte. Mit der Wahl von Ueli Maurer in den Bundesrat im Dezember 2008 endete die Phase der Oppositionspolitik wieder. Die SVP war allerdings auch nach den Erneuerungswahlen vom Dezember 2011 nur mit einem Mitglied in der Landesregierung vertreten, obwohl sie aufgrund ihrer Wählerstärke von rund 27 Prozent gemäss der Zauberformel Anspruch auf zwei der sieben Sitze hatte. Seit der Wahl von Guy Parmelin im Dezember 2015 ist die SVP mit zwei Sitzen im Bundesrat vertreten.

### Gründung

#### Abgrenzung vom Liberalismus
Das politische Spektrum der Schweiz nach ihrer Konstituierung als moderner Bundesstaat 1848 war geprägt von den beiden Bürgerkriegsparteien des vorangegangenen Sonderbundskriegs: den siegreichen liberalen Kräften einerseits und den unterlegenen konservativen Kräften andererseits. Die liberale Fraktion – die spätere Freisinnig-Demokratische Partei – stellte die absolute Mehrheit der Vereinigten Bundesversammlung und den gesamten Bundesrat. Gegen Ende des 19. Jahrhunderts begann der Prozess der Einbindung der katholisch-konservativen, später auch der sozialdemokratischen Kräfte in das Regierungssystem. Ein Markstein in dieser Entwicklung war auch die Einführung des Proporzwahlrechts bei der Bestellung des Nationalrats. Dadurch wurde die Vormachtstellung der Freisinnigen mehr und mehr in Frage gestellt, und innerhalb des Freisinns verschärften sich die Spannungen. Der Gegensatz zwischen Stadt und Land sowie Konflikte zwischen Bauernstand und Kleingewerbe einerseits und Grossunternehmertum andererseits führten in verschiedenen Kantonen zu Abspaltungen und Parteineugründungen. Die nachfolgend erwähnten Gründerparteien der SVP entstanden vor diesem Hintergrund.

#### Bauern-, Gewerbe- und Bürgerpartei (BGB)
Bereits vor der Gründung der BGB bestanden kantonale Bauern-, Gewerbe oder Bürgerparteien. Insbesondere die 1918 in Bern gegründete Bauernpartei hatte grossen Erfolg und wurde spätestens mit dem Beitritt des Gewerbeflügels und der alten Liberal-konservativen Partei des Kantons Bern zur «staatstragenden» Kraft im Kanton. Obwohl als Oppositionspartei gegründet und kleiner als die Sozialdemokratische Partei, wurde die «Bernische Bauern- und Bürgerpartei» 1929 mit der Wahl von Rudolf Minger zur Bundesratspartei. Als Folge einer Existenzkrise, hervorgerufen durch die sogenannte «Jungbauernbewegung», wurde im Dezember 1936 die BGB als gesamtschweizerische Partei gegründet. Sie hatte während der Zeit ihres Bestehens jeweils einen Regierungssitz auf Bundesebene inne, insgesamt fünf Bundesräte stammten aus ihren Reihen.

#### Demokratische Partei (DP)
Die Demokratische Partei wurde auf schweizerischer Ebene 1942 gegründet. Auch sie war ein Zusammenschluss mehrerer, teilweise schon länger bestehender kantonaler Parteien. Sie vertrat nach ihrem eigenen Anspruch Bauern, Gewerbetreibende und Vertreter freier Berufe. Grossen Zuspruch hatte sie in den Kantonen Graubünden und Glarus, aber auch in der Stadt Winterthur (École de Winterthour), wo sich die Demokraten jedoch wieder in der FDP auflösten. Sie hatte während der Zeit ihres selbständigen Bestehens keinen Einsitz in der Landesregierung. Mitgründer der SVP und SVP-Altbundesrat Leon Schlumpf (im Amt: 1979–1987) ist ein ehemaliges Mitglied der Demokratischen Partei Bündens.

#### Zusammenschluss zur SVP
Während die Demokratische Partei sich im Kanton Zürich in den 1970er-Jahren wieder mit der FDP vereinigte, schlossen sich die DP-Kantonalsektionen Glarus und Graubünden am 22. September 1971 (Konstituierung: 18. Dezember 1971) mit der BGB zur Schweizerischen Volkspartei SVP zusammen. Damit wurde die SVP zu einer im grössten Teil der Deutschschweiz aktiven Partei. Sie verstand sich zunächst als Mittepartei mit sozial-liberalen Elementen. Zeuge dieser ursprünglichen Ausrichtung ist der noch heute verwendete französische Name der Partei, Union démocratique du centre, also Demokratische Zentrumsunion.

### Neuausrichtung und Aufstieg

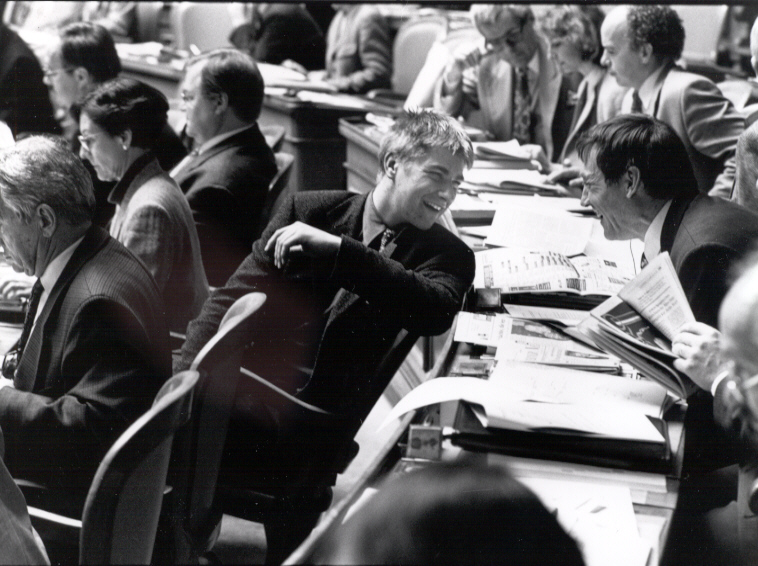
Die SVP-Fraktion im Nationalrat 1996, in der Mitte Toni Brunner, rechts hinten Ueli Maurer

Die Partei wies in der Folge ein schwaches, aber stetiges Wachstum auf. Ihr Wähleranteil im Nationalrat stagnierte in den 1980er-Jahren allerdings bei 10 bis 12 Prozent der Wählerstimmen. Dies begann sich ab Anfang der 1990er-Jahre deutlich zu ändern. Als Gründe dafür gelten das zunehmende Verschwinden von traditionellen Parteibindungen vor allem zur FDP und zur CVP, der Wandel der SP von einer Arbeiter- zur Mittelstandspartei sowie der zunehmend nationalkonservative Diskurs, wie er zunächst vor allem von einem Teil der Zürcher Sektion der SVP geführt wurde. Als ein markantes Zeichen für das Erstarken dieser Kräfte wird die erfolgreiche Kampagne gegen den UNO-Beitritt 1986, aus welcher die AUNS hervorging, gedeutet. 1992 wandte sich die SVP als einzige Regierungspartei gegen den Beitritt der Schweiz zum Europäischen Wirtschaftsraum (EWR). In der Volksabstimmung über den EWR mit Rekordbeteiligung stellte sich eine knappe Mehrheit der Schweizer Bevölkerung hinter diese Position, was für die Partei und ihren Wortführer, den damaligen Präsidenten der Kantonalpartei Zürich Christoph Blocher, einen enormen Prestigesieg bedeutete. Auch in anderen Sachfragen (z. B. Neat-Debatte, Asylrecht, Schutz der Bevölkerung vor gefährlichen Straftätern) gelang es der SVP zunehmend, bürgerliche (Protest-)Wähler anzusprechen, die sich durch FDP und CVP nicht mehr vertreten fühlten. Ausserdem wechselten Mandatsträger von Rechtsaussen-Oppositionsparteien wie der Schweizer Demokraten (SD) oder der Freiheits-Partei der Schweiz (FPS) zur SVP. Dadurch wurden diese Kleinparteien nahezu bedeutungslos.
Die SVP konnte bei den Nationalratswahlen 1999 ihre Sitzanzahl im Nationalrat von 29 auf 44 erhöhen und wurde stimmenstärkste Partei. Bei den Parlamentswahlen 2003 errang sie 55 von 200 Sitzen im Nationalrat und wurde auch stärkste Partei nach Sitzen. Nachdem sie bis dahin gemäss der sogenannten «Zauberformel» stets mit einem Mitglied in der Schweizer Regierung vertreten gewesen war, beanspruchte sie bei den anschliessenden Bundesratswahlen 2003 zusätzlich zu ihrem bisherigen Vertreter Samuel Schmid ultimativ einen zweiten Bundesratssitz für Christoph Blocher. Dieser siegte knapp gegen die bisherige Justizvorsteherin Ruth Metzler (CVP).
Nach den Nationalratswahlen 2007 stellte die SVP mit 62 Sitzen beinahe die grösste Vertretung einer Partei in der grossen Kammer seit Einführung des Proporz-Wahlsystems – lediglich die FDP erreichte 1919 noch einen Sitz mehr. Der gegenüber den Nationalratswahlen von 2003 nochmals gestiegene Wähleranteil war auf Gewinne in der gesamten deutsch- und französischsprachigen Schweiz zurückzuführen. Dies war bemerkenswert, da die Partei in der lateinischen Schweiz lange nur eine marginale Rolle gespielt hatte.

### Spaltung 2008

#### Parlamentswahlen 2007
Im Sommer 2007 wurden die innenpolitischen Spannungen durch das Schäfchenplakat als umstrittenes Werbeplakat der SVP, durch die Roschacher-Affäre und durch Grundsatzdebatten über Arbeitsstil, politische Rolle und Regierungsbeteiligung der SVP weiter angeheizt. Im Juli kam es im Aargau mit dem Austritt von Nationalrat Ulrich Siegrist aus der SVP-Fraktion zu einer ersten Abspaltung. Er gründete die neue Partei Forum Liberale Mitte, blieb allerdings Parteimitglied der SVP.
Im Hinblick auf die eidgenössischen Parlamentswahlen im Herbst 2007 sowie die darauf folgenden Bundesratswahlen drohte die SVP für den Fall einer Nichtwiederwahl eines ihrer beiden Bundesräte Samuel Schmid oder Christoph Blocher mit dem Gang in die Opposition. Die Partei sorgte mit einem in der Schweiz noch nie dagewesenen, stark personenzentrierten Wahlkampf mit dem Slogan «SVP wählen! – Blocher stärken!» weiter für Spannungen, die sich schliesslich kurz vor den Parlamentswahlen in Ausschreitungen aufgrund einer Gegendemonstration gegen die SVP entluden. Die SVP ging aus den Parlamentswahlen als Wahlsiegerin hervor. Sie steigerte ihren Wähleranteil um 2,2 Prozentpunkte.

#### Bundesratswahlen 2007
Während bei den darauf folgenden Bundesratswahlen Samuel Schmid von der Vereinigten Bundesversammlung mit einem Glanzresultat bestätigt wurde, unterlag Blocher überraschend seiner Parteikollegin Eveline Widmer-Schlumpf, obwohl diese nicht für das Amt kandidiert hatte. Das Wahlsystem fordert keine offizielle Nominierung als Voraussetzung einer Wahl, und es ist nicht unüblich, dass – vornehmlich in der sogenannten «Nacht der langen Messer» – Absprachen zwecks Vereitelung offizieller und Einfädelung inoffizieller Kandidaturen stattfinden.

#### «Opposition» 2008
Die SVP warf der neugewählten Bundesrätin vor, ihre Parteikollegen hintergangen und durch die Annahme ihrer Wahl – die zustande kam durch überwiegend von anderen Parteien erhaltene Stimmen – den Parteiinteressen geschadet zu haben, wodurch sie sich als Mitglied und Vertreterin der SVP Schweiz untragbar gemacht habe. Die SVP schloss daraufhin beide ihrer Bundesräte von den Fraktionssitzungen, nicht jedoch aus der Partei aus. Trotzdem erklärte sich die SVP-Bundeshausfraktion zur «Opposition».
Da die nationale Mutterpartei gemäss Statuten nicht über den Ausschluss von Mitgliedern einer Kantonalpartei entscheiden kann, wurde Widmer-Schlumpf am 4. April 2008 vom schweizerischen Zentralvorstand ultimativ aufgefordert, die Partei und den Bundesrat zu verlassen. Das Ultimatum löste Diskussionen innerhalb der SVP aus. So zeigte sich der Kantonalvorstand der SVP Thurgau besorgt und forderte die Rückkehr zu einer konstruktiven Politik. Nach abschlägigem Bescheid von Widmer-Schlumpf wurde der damaligen SVP Graubünden ein Ultimatum gestellt, diese auszuschliessen, da ansonsten ein Ausschlussverfahren gegen die gesamte Kantonalpartei eröffnet werde. Nach Ablauf dieses Ultimatums beschloss der Zentralvorstand der SVP Schweiz am 17. Mai 2008 die Eröffnung eines formellen Ausschlussverfahrens gegen die Bündner Kantonalpartei und am 1. Juni 2008 den Ausschluss per Ende Monat Juni. Die SVP Graubünden orientierte sich am 16. Juni neu, konstituierte sich als Bürgerlich-Demokratische Partei Graubünden (BDP Graubünden) und verzichtete auf einen Rekurs gegen ihren Ausschluss, wobei sich einige Kreis- und Ortsparteien ihrerseits abspalteten und am 18. Juni eine neue SVP Graubünden gründeten. Im Kanton Bern folgten 300 Anhänger des «Berner Flügels» den Bündnern und gründeten am 21. Juni 2008 die BDP Bern. Im Kanton Glarus formierte sich eine ähnliche Gruppierung, die im August die BDP Glarus gründete. Diese drei Kantonalparteien, die in Bund und Kantonen insgesamt 68 Mandatsträger stellten, gründeten im November 2008 die BDP Schweiz.

### Bundesratswahl 2008
An der Delegiertenversammlung vom 1. März 2008 in Frauenfeld wurde Toni Brunner als Nachfolger des abtretenden Ueli Maurer zum neuen Parteipräsidenten gewählt. Zudem wurde ein neues fünfköpfiges Vizepräsidium bestimmt, dem alt Bundesrat Christoph Blocher, alt Nationalrat Walter Frey, Nationalrat Adrian Amstutz, Nationalrat Yvan Perrin und Nationalrätin Jasmin Hutter (2010 abgelöst durch Nadja Pieren) angehörten. Damit vergrösserte sich die Parteileitung, in der auch Fraktionspräsident Caspar Baader Einsitz nahm, auf sieben Personen.
Gegen Brunner wurden im Nachgang zur Roschacher-Affäre Ermittlungen wegen Verdachts auf Weitergabe geheimer Papiere der GPK an Christoph Blocher aufgenommen.
Mit der Wahl von Ueli Maurer in den Bundesrat als Ersatz für den zurückgetretenen Samuel Schmid im Dezember 2008 erklärte die Partei ihre «Opposition» als beendet.

### Wahlergebnisse in den 2010er Jahren
Nach zwei Jahrzehnten mit steigenden Wähleranteilen musste die SVP bei den Parlamentswahlen 2011 erstmals Verluste verzeichnen. Entgegen dem angekündigten Wahlziel, einen Wähleranteil von dreissig Prozent zu erreichen, verlor die Partei mit einem Minus von 2,3 Prozentpunkten acht Sitze im Nationalrat. Verluste verzeichnete die SVP auch im Ständerat, wo sie nach einem breit angelegten «Sturm auf das Stöckli» mit dem Ziel, «die Vorherrschaft der CVP zu knacken», insgesamt zwei Sitze abgeben musste. Ihre stark rechts angesiedelten Spitzenkandidaten wie Fraktionschef Caspar Baader (BL) sowie der Westschweizer Favorit Jean-François Rime (FR) scheiterten im ersten Wahlgang. Vizepräsident Adrian Amstutz (BE) und der an Stelle von Maximilian Reimann angetretene Ulrich Giezendanner (AG) konnten ihre Sitze nicht verteidigen. Nationalrat Guy Parmelin (VD), Parteipräsident Toni Brunner (SG) und alt Bundesrat Christoph Blocher (ZH) wurden in den zweiten Wahlgängen nicht in den Ständerat gewählt.
Die SVP-Fraktion nominierte im Vorfeld der Bundesratswahlen 2011 den Präsidenten des Schweizerischen Gewerbeverbandes (SGV), Bruno Zuppiger, sowie Jean-François Rime, Vorstandsmitglied des SGV, als Bundesratskandidaten. Nach Vorwürfen des Journalisten Urs Paul Engeler in der Weltwoche betreffend Unregelmässigkeiten in einer Erbschaftsangelegenheit musste Zuppiger seine Kandidatur zurückziehen. An seiner Stelle wurde der Präsident des Schweizerischen Bauernverbandes, Hansjörg Walter, nominiert. Die Partei konnte ihre Forderung nach einem zweiten Sitz wegen der durch den Fall Zuppiger geprägten Nomination und des die Freisinnigen brüskierenden Angriffs auf den zweiten FDP-Sitz nicht umsetzen. Bundesrat Ueli Maurer hingegen wurde mit einer klaren Wiederwahl im Amt bestätigt.
Bei den Nationalratswahlen 2015 erzielte die SVP dank einem Zuwachs von 2,8 Prozentpunkten mit 29,4 Prozent und 65 Sitzen ihr Rekordergebnis.
Bei den Schweizer Parlamentswahlen 2019 verlor die SVP 12 Sitze im Nationalrat, gewann aber einen Sitz im Ständerat.

### Wahlergebnisse in den 2020er Jahren
Bei den Nationalratswahlen 2023 gewann die SVP 9 Sitze hinzu und blieb mit einem Zuwachs von 2,3 Prozentpunkten die stärkste Partei. Sie kam landesweit auf einen Wähleranteil von 27,9 %.

## Politische Einordnung

### Politische Positionen

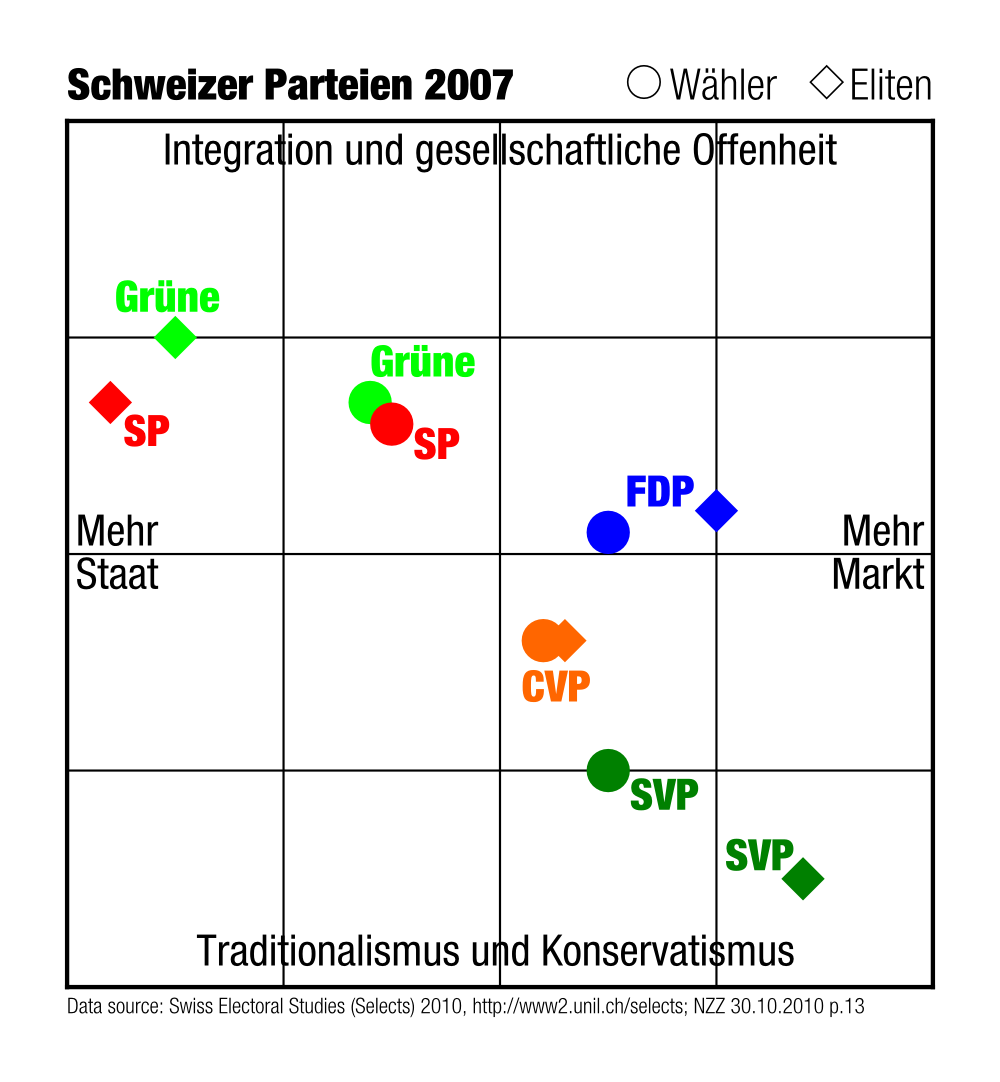
Die Position der SVP im politischen Spektrum der Schweiz (2007)

Die Politik der SVP ist geprägt durch nationalkonservative Positionen für den Erhalt einer uneingeschränkten politischen Souveränität der Schweiz und ein betont konservatives Gesellschaftsmodell. Darüber hinaus orientiert sich die Partei stark am Prinzip der Eigenverantwortung des Einzelnen und zeigt sich skeptisch gegenüber jeglicher Ausweitung staatlicher Kompetenzen. Diese Haltung kommt in der kategorischen Absage an einen EU-Beitritt und an militärische Engagements im Ausland wie auch an staatliche Ausbauprojekte in der Sozial- und Bildungspolitik zum Ausdruck.
Die Schwerpunkte der politischen Arbeit liegen in den Bereichen Aussenpolitik, Einwanderung und innere Sicherheit sowie Steuer- und Sozialpolitik. 
In der Aussenpolitik bekämpft die Partei alle zur Debatte stehenden Projekte der Einbindung in intergouvernementale und vor allem supranationale Strukturen (UNO, EWR, EU, Abkommen von Schengen und Dublin, Annäherung an die NATO). Sie tritt für eine strikte Auslegung der Neutralität des Landes und die Beibehaltung der Rolle der Schweizer Armee als Garantin der Landesverteidigung ein. Diese soll eine Milizarmee bleiben und ihre Tätigkeit nicht auf Einsätze im Ausland ausweiten.
In der Ausländerpolitik setzt die Partei sich für Verschärfungen des Asylrechts und eine Eindämmung der Zuwanderung ein. Die SVP warnt zudem vor einer «Zuwanderung ins Sozialsystem» und kritisiert den Ausländeranteil bei den zahlenmässig stark angestiegenen Invalidenrenten und in der Sozialhilfe. Nach der Meinung der Partei würden solche Zuwendungen häufig ungerechtfertigt ausbezahlt und somit Steuergelder verschwendet. Etliche Mitglieder der SVP zeigen sich auch islamkritisch, indem sie sich etwa für ein Verbot des Baus von Minaretten engagieren. In einer umstrittenen Kampagne im Vorfeld der Gemeinderatswahlen 2010 wandte sich die SVP der Stadt Zürich auch gegen deutsche Arbeitnehmer und Akademiker. In einer Anzeige vom 15. Dezember 2009 in der Neuen Zürcher Zeitung behauptete sie: «Ausländische Ellbögler drängen an unsere Arbeitsplätze». Schuld seien «arrogante Ausländer», etwa an überhöhten Mieten. «Deutscher Filz» würde sich breitmachen, «denn Deutsche stellen vor allem Deutsche an – an der Uni und in den Spitälern».
2011 lancierte die SVP die Masseneinwanderungsinitiative, diese wurde 2014 vom Volk mit knapper Mehrheit angenommen.
In der Rechts- und Verfassungspolitik bekennt sich die SVP zur Demokratie und setzt sich für die direkte Demokratie ein. Ein Kernanliegen der SVP ist das Bekämpfen eines von ihr beklagten zunehmenden Einflusses der Justiz auf die Politik. Nach der Meinung der SVP stellt dieser Einfluss – insbesondere durch internationales Recht – die schweizerische direkte Demokratie zunehmend in Frage. Direktdemokratisch legitimiertes Volksrecht sollte nach der Mehrheitsmeinung der SVP Gerichtsentscheiden und auch dem – gemäss SVP lediglich so genannten, da nicht demokratisch legitimierten – Völkerrecht vorgehen. Der Rechtsstaat wird, da sich die Gerichte zusehends über den Volkswillen hinwegsetzen würden, von der SVP zuweilen zum «Richterstaat» abgewertet und kritisiert. So fordert die SVP etwa das Festhalten an Urnenabstimmungen über die Einbürgerungen von Ausländerinnen und Ausländern, auch nachdem diese bisher in vielen Gemeinden geübte Praxis vom Bundesgericht – wegen der fehlenden Begründungsmöglichkeit solcher Entscheide – als verfassungswidrig beurteilt worden ist. Eine entsprechende kantonale Volksinitiative der SVP wurde für ungültig erklärt, und die Eidgenössische Volksinitiative «für demokratische Einbürgerungen» wurde von Volk und Ständen deutlich verworfen. Nach dem Willen der SVP sollten auch die Rassismusstrafnorm und die Rassismuskommission im Interesse der Meinungsäusserungsfreiheit abgeschafft werden.
In Wirtschaftsfragen vertritt die SVP eine angebotsorientierte Politik. So fordert sie Steuersenkungen und Senkungen oder zumindest eine Stabilisierung der Staatsausgaben. Dadurch gerät sie in ein Dilemma bezüglich ihrer Positionierung in der Landwirtschaftspolitik, wo sie aus Rücksicht auf den nach wie vor bedeutsamen bäuerlichen Teil ihrer Stammwählerschaft nicht ohne weiteres gegen Landwirtschaftssubventionen und das gegenwärtige System der Direktzahlungen antreten kann. Auch die mit der EU vereinbarte Personenfreizügigkeit und insbesondere ihre Ausweitung auf neue EU-Mitgliedsländer werden von der SVP mehrheitlich skeptisch beurteilt und mit schrankenloser Einwanderung und zunehmender Kriminalität verbunden.
In der Umwelt-, Verkehrs- und Energiepolitik votiert die SVP hauptsächlich gegen staatliche Massnahmen zum Schutz der Umwelt. So befürwortet die Partei in der Verkehrspolitik den Ausbau des Schweizer Autobahnnetzes und ist gegen die Bevorzugung des öffentlichen Verkehrs gegenüber dem Individualverkehr. Grossprojekte wie Bahn 2000 oder die Neat trägt sie im Grundsatz mit, kritisiert jedoch die Kostenentwicklung und fordert mehr Transparenz. Die Verlagerungspolitik für den Transitschwerverkehr deklariert sie als gescheitert. In der Energie- und Umweltpolitik lehnt die Partei Lenkungsabgaben auf umweltbelastende Energieträger ab und fordert einen Ausbau der Kernenergie. Die Partei hält die Erkenntnisse der Klimaforschung zur globalen Erwärmung für «zweifelhaft». Zugleich stellen die SVP und viele ihrer Exponenten die Notwendigkeit von Klimaschutz in Frage. Es brauche keine neuen Gesetze, neue Technologien würden den Treibhausausstoss genügend reduzieren. Ausserdem dürfe der Wirtschaftsstandort Schweiz nicht durch Klimapolitik beeinträchtigt werden. Auf die Schweiz beschränkte Massnahmen zur Reduktion des CO2-Ausstosses werden von der SVP strikt abgelehnt und allenfalls ein globales Vorgehen für vertretbar erklärt.
In der Gesellschafts- und Sozialpolitik lehnt die SVP Ausbauvorhaben für den Sozialstaat ab und vertritt ein konservatives Gesellschaftsbild. Sie wendet sich etwa gegen einen bezahlten Mutterschaftsurlaub oder staatlich finanzierte Kinderkrippen. Sie fordert zudem, dass Eltern mit selbständiger Betreuung ihrer Kinder gegenüber Familien mit Kinder-Fremdbetreuung steuerlich nicht benachteiligt werden. Auch eine staatliche Förderung der Gleichstellung von Frau und Mann stösst auf Skepsis. Auch parteiintern verzichtet die SVP auf Massnahmen zur Frauenförderung, und ihre Fraktion weist denn auch im eidgenössischen Parlament den niedrigsten Frauenanteil auf. Weiter spricht sich die Partei für eine repressive Drogenpolitik aus – insbesondere gegen die Legalisierung des Konsums von Rauschmitteln wie Cannabis –, aber auch gegen staatliche Massnahmen zur Einschränkung des Alkohol- und Tabakkonsums. In der Bildungspolitik wendet sie sich gegen Tendenzen, die Erziehungsverantwortung von der Familie zu staatlichen Institutionen zu verlagern. Die Partei beklagt überdies einen übermässigen Einfluss antiautoritärer Ideen der Achtundsechziger-Bewegung. Generell fordert die Partei härtere Sanktionen gegen Verletzungen der Gesellschaftsordnung und – speziell in den Bereichen Sozial- und Bildungspolitik – eine Rückkehr zum Leistungsprinzip.

### Innerparteiliche Differenzen
In der allgemeinen politischen Ausrichtung und im politischen Stil gab es bis zur Spaltung 2008 zwei unterschiedliche Strömungen:
- Der «Berner Flügel», dessen Vertreter vorwiegend aus den als traditionelle «SVP-Hochburgen» geltenden Kantonen Bern (z. B. die Bundesräte Rudolf Gnägi, Adolf Ogi und Samuel Schmid) und Graubünden (z. B. die Bundesräte Leon Schlumpf und Eveline Widmer-Schlumpf) stammten, vertrat bürgerlich-konservative Inhalte, gab sich aber als kooperativer Regierungspartner auf Kantons- und Gemeindeebene. Der Schwerpunkt der politischen Arbeit lag in der Interessenvertretung von Bauern, Klein- und Mittelbetrieben. Eine moderate Öffnung der Schweiz gegen aussen wurde befürwortet. Zu den bekanntesten Vertretern dieser Richtung gehörten unter anderen die Alt-Bundesräte Adolf Ogi und Samuel Schmid, die wegen ihrer von der Parteilinie abweichenden Meinungen von radikaleren Vertretern der SVP regelmässig kritisiert und desavouiert wurden.
- Der «Zürcher Flügel», dem sowohl Exponenten der Zürcher als auch der St. Galler und der Thurgauer Sektion zugerechnet werden, verstand die SVP in erster Linie als oppositionelle Protestpartei – auch dort, wo sie in der Kantons-, Gemeinde- und (zeitweilig) Bundesexekutive (durch Christoph Blocher) vertreten war. Die Zürcher SVP-Vertreter versuchten, das oben erwähnte Parteiprogramm ohne Kompromisse durchzusetzen.

Mit den zunehmenden Erfolgen des «Zürcher Flügels», erkennbar durch markant gestiegene Wähleranteile in allen deutsch- und französischsprachigen Kantonen, wurde der moderate Flügel selbst im Kanton Bern stark zurückgedrängt. Der «Zürcher Flügel» prägte die Partei, lediglich die Bündner Sektion und Teile der Berner und der Glarner Kantonalparteien verfolgten weiterhin einen Zentrumskurs.
Nachdem Blocher als Bundesrat nicht mehr wiedergewählt – und durch Widmer-Schlumpf aus der moderaten SVP Graubünden ersetzt – worden war, kam es schliesslich 2008 zum Bruch zwischen dem gemässigten «Berner» und dem kompromisslosen «Zürcher» Flügel in Form von Abspaltungen in Graubünden, Bern und Glarus. Der politische Kurs des «Zürcher Flügels» hatte sich damit weitestgehend durchgesetzt.

### Stil und Wählerschaft

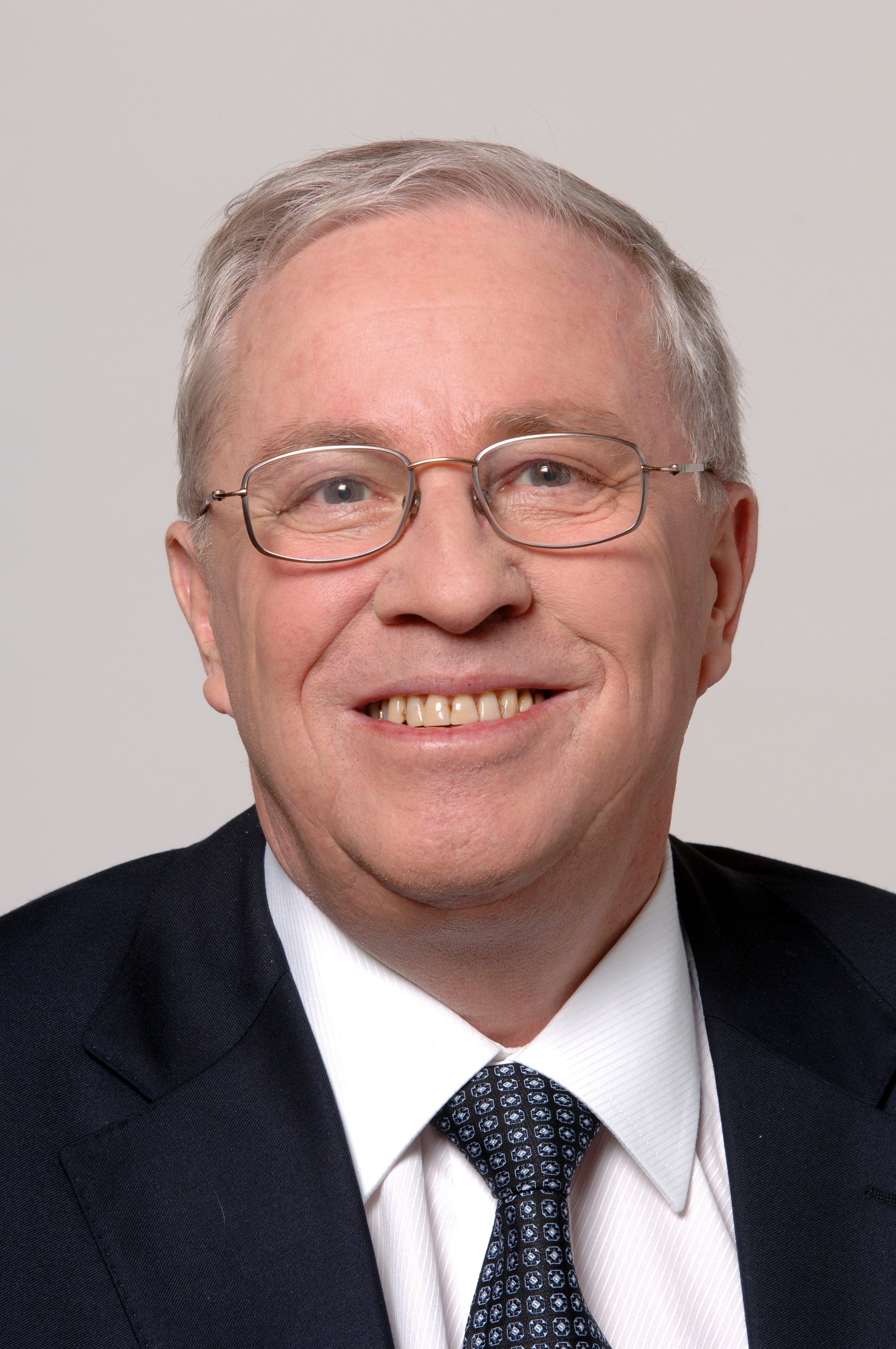
Christoph Blocher

Unter dem Einfluss von Christoph Blocher hat sich die SVP in den 1990er Jahren zunächst im Kanton Zürich, ab den 2000er-Jahren nach und nach auch gesamtschweizerisch von einer tradierten, stark föderalistisch strukturierten, ländlich-protestantischen, rechtsbürgerlichen Handwerker- und Bauernpartei zu einer straff geführten und einheitlich auftretenden rechtspopulistischen Protestbewegung gewandelt, die in der ganzen Schweiz als «Catch-all-Partei» in den meisten sozialen Schichten Anhänger findet. In den letzten Jahren verfolgte sie in verschiedenen Sachfragen einen pointierten Oppositionskurs, den sie auch nach der Wahl von Blocher in den Bundesrat in ihrer grossen Mehrheit nicht aufgab. Damit führte sie – ähnlich wie die Sozialdemokraten, aber noch akzentuierter als diese – eine Doppelrolle als Regierungs- und Oppositionspartei. Diese Rolle hatte sich für die SVP lange Zeit als erfolgreich herausgestellt.
Die SVP fällt in ihrer Öffentlichkeitsarbeit vor allem durch provokative, in einem plakativ-vereinfachenden Boulevard-Stil gestaltete Wahl- und Abstimmungskampagnen auf: 1998 sorgte zum Beispiel das sogenannte «Messerstecher-Inserat» und die aufgeworfene Frage «Luxus für Sexual-Verbrecher?» im Zusammenhang mit einer Kreditvorlage für ein Behandlungsprogramm für Sexual- und Gewaltstraftäter für Diskussionen. 2004 wurden Linke anlässlich einer Volksabstimmung zu einer Mehrwertsteuer-Erhöhung als «rote Ratten» beschimpft. 2005 stellte die SVP die Verträge von Schengen und Dublin als trojanisches Pferd dar, das den Zweck habe, den Beitritt zur EU herbeizuführen, und die Junge SVP des Kantons Wallis verwendete im Abstimmungskampf gegen eine Vorlage zur Liberalisierung der Einbürgerung für Secondos das in eine schweizerische Identitätskarte montierte Bild Osama bin Ladens. Im Rahmen des Wahlkampfes zu den Parlamentswahlen 2007 lancierte die SVP die sogenannte «Ausschaffungsinitiative» und warb dafür mit einer bildlichen Darstellung eines schwarzen Schafs, welche auch im Ausland Aufmerksamkeit erweckte und der Landesregierung eine Anfrage vom UN-Sonderberichterstatter für Rassismus, Doudou Diène, eintrug. Zusätzlich entwickelte die SVP ein Onlinespiel mit dem Namen «Zottel rettet die Schweiz», in welchem der Spieler verhindern muss, dass Schweizer Pässe «verschleudert» werden und Richter die Einbürgerung von Ausländerinnen und Ausländern vornehmen können. Von Medien wurde das Spiel heftig kritisiert. 2016 veröffentlichte die Junge SVP nach einer Niederlage im Parlament eine lange «Liste der Volksverräter» unter den Volksvertretern.

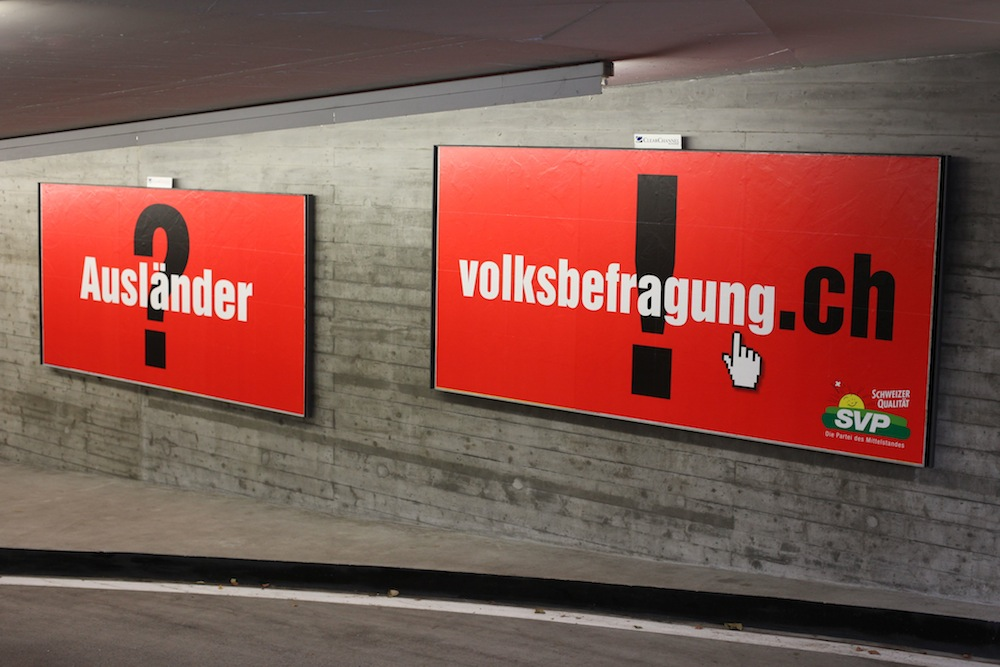
Plakat der SVP zu einer Volksbefragung 2010

Die SVP sorgt auch regelmässig mit provokativen Schlagworten für Aufsehen: Politische Gegnerinnen und Gegner werden z. B. als «Linke und Nette», «heimatmüde» oder Freisinnige als «Weichsinnige» tituliert. Erstere Formel geht auf 1993 zurück, als die SVP per Inserat verkündete, man habe «den Linken und Netten zu verdanken: mehr Kriminalität, mehr Drogen, mehr Angst». Ein Wahlplakat stellte 2019 die «Linken und Netten» als Würmer und Maden dar, die einen Schweizer Apfel anfressen. Diese Darstellung anderer Schweizer Parteien und der EU als Ungeziefer wurde mit dem Stil des nationalsozialistischen und antisemitischen Hetzblatts Der Stürmer verglichen. Unter anderem mit dem Reizwort «Classe politique» wirft die SVP den anderen Parteien mangelnde Bürgernähe vor. 2003 wurde der von Christoph Blocher ins Spiel gebrachte Begriff «Scheininvalide» zum Unwort des Jahres.
Im gleichen Jahr warf der Historiker Georg Kreis (FDP-Mitglied), seinerzeit Präsident der Eidgenössischen Kommission gegen Rassismus, der SVP aufgrund einer Kampagne zur Asylpolitik vor, sich «in der Grauzone zwischen Rassismus und Ausländerfeindlichkeit» zu bewegen.
Wegen ihrer zahlreichen medial gestalteten Stellungnahmen zu aktuellen Ereignissen und ihrer dominant wirkenden Kampagnen wird der SVP nachgesagt, einen auffälligen «Dauerwahlkampf» zu führen, der sich entsprechend auszahle. In einer Wahlumfrage im Vorfeld der Parlamentswahlen 2007 wurde ermittelt, dass 47 Prozent der Befragten den Wahlkampf der SVP als den sichtbarsten bewerteten, während die entsprechenden Werte für die anderen Parteien allesamt unter 10 Prozent lagen. Die Finanzierung dieses Wahlkampfes betrug 2011 gemäss Schätzungen 20 Millionen CHF, wird von der SVP aber nicht offengelegt.

## Wahlergebnisse

Parteistärke der SVP bei den Nationalratswahlen 2019

### Nationale Wahlen seit 1971
| Wahl | Wähleranteil | Nationalrat | Ständerat |
| ---- | ------------ | ----------- | --------- |
| 1971 | 11,1 %       | 23/200      | 5/44      |
| 1975 | 9,9 %        | 21/200      | 5/44      |
| 1979 | 11,6 %       | 23/200      | 5/46      |
| 1983 | 11,1 %       | 23/200      | 5/46      |
| 1987 | 11,0 %       | 25/200      | 4/46      |
| 1991 | 11,9 %       | 25/200      | 4/46      |
| 1995 | 14,9 %       | 29/200      | 5/46      |
| 1999 | 22,6 %       | 44/200      | 7/46      |
| 2003 | 26,8 %       | 55/200      | 8/46      |
| 2007 | 29,0 %       | 62/200      | 7/46      |
| 2011 | 26,6 %       | 54/200      | 5/46      |
| 2015 | 29,4 %       | 65/200      | 5/46      |
| 2019 | 25,6 %       | 53/200      | 6/46      |
| 2023 | 27,9 %       | 62/200      | 6/46      |

### Kantonale Wahlen seit 2007
| Jahr | NR   | Kantonsparlamente | Kantonsparlamente | Kantonsparlamente | Kantonsparlamente | Kantonsparlamente | Kantonsparlamente | Kantonsparlamente | Kantonsparlamente | Kantonsparlamente | Kantonsparlamente | Kantonsparlamente | Kantonsparlamente | Kantonsparlamente | Kantonsparlamente | Kantonsparlamente | Kantonsparlamente | Kantonsparlamente | Kantonsparlamente | Kantonsparlamente | Kantonsparlamente | Kantonsparlamente | Kantonsparlamente | Kantonsparlamente | Kantonsparlamente | Kantonsparlamente | Kantonsparlamente |
| Jahr | NR   | ZH                | BE                | LU                | UR                | SZ                | OW                | NW                | GL                | ZG                | FR                | SO                | BS                | BL                | SH                | AR                | AI                | SG                | GR                | AG                | TG                | TI                | VD                | VS                | NE                | GE                | JU                |
| --- | ---- | ----------------- | ----------------- | ----------------- | ----------------- | ----------------- | ----------------- | ----------------- | ----------------- | ----------------- | ----------------- | ----------------- | ----------------- | ----------------- | ----------------- | ----------------- | ----------------- | ----------------- | ----------------- | ----------------- | ----------------- | ----------------- | ----------------- | ----------------- | ----------------- | ----------------- | ----------------- |
| 2007 | 29,0 | 30,5              |                   | 18,2              |                   |                   |                   |                   |                   |                   |                   |                   |                   | 22,5              |                   | *                 | *                 |                   |                   |                   |                   | 4,6               | 15,6              |                   |                   |                   |                   |
| 2008 |      |                   |                   |                   | 30,4              | 37,5              |                   |                   |                   |                   |                   |                   | 13,9              |                   | 32,6              |                   |                   | 30,5              |                   |                   | 36,4              |                   |                   |                   |                   |                   |                   |
| 2009 |      |                   |                   |                   |                   |                   |                   |                   |                   |                   |                   | 19,4              |                   |                   |                   |                   |                   |                   |                   | 31,9              |                   |                   |                   | 11,5              | 12,7              | 8,6               |                   |
| 2010 |      |                   | 26,6              |                   |                   |                   | 21,1              | 26,6              | 26,3              | 22,7              |                   |                   |                   |                   |                   |                   |                   |                   | *                 |                   |                   |                   |                   |                   |                   |                   | 8,5               |
| 2011 | 26,6 | 29,6              |                   | 22,1              |                   |                   |                   |                   |                   |                   | 18,6              |                   |                   | 24,0              |                   | 17,2              | *                 |                   |                   |                   |                   | 5,2               |                   |                   |                   |                   |                   |
| 2012 |      |                   |                   |                   | 24,6              | 34,0              |                   |                   |                   |                   |                   |                   | 15,0              |                   | 33,6              |                   |                   | 25,4              |                   | 32,0              | 30,5              |                   | 17,1              |                   |                   |                   |                   |
| 2013 |      |                   |                   |                   |                   |                   |                   |                   |                   |                   |                   | 20,2              |                   |                   |                   |                   |                   |                   |                   |                   |                   |                   |                   | 17,2              | 16,9              | 10,3              |                   |
| 2014 |      |                   | 29,0              |                   |                   |                   | 24,5              | 29,1              | 28,8              | 23,6              |                   |                   |                   |                   |                   |                   |                   |                   | *                 |                   |                   |                   |                   |                   |                   |                   |                   |
| 2015 | 29,4 | 30,0              |                   | 24,1              |                   |                   |                   |                   |                   |                   |                   |                   |                   | 26,7              |                   | 16,3              | *                 |                   |                   |                   |                   | 4,3               |                   |                   |                   |                   | 12,0              |
| 2016 |      |                   |                   |                   | 24,1              | 33,1              |                   |                   |                   |                   | 19,7              |                   | 14,3              |                   | 35,1              |                   |                   | 29,5              |                   | 31,9              | 32,6              |                   |                   |                   |                   |                   |                   |
| 2017 |      |                   |                   |                   |                   |                   |                   |                   |                   |                   |                   | 19,7              |                   |                   |                   |                   |                   |                   |                   |                   |                   |                   | 15,8              | 16,4              | 11,5              |                   |                   |
| 2018 |      |                   | 26,8              |                   |                   |                   | 24,5              | 25,9              | 25,3              | 22,4              |                   |                   |                   |                   |                   |                   |                   |                   | *                 |                   |                   |                   |                   |                   |                   | 7,3               |                   |
| 2019 | 25,6 | 24,5              |                   | 19,6              |                   |                   |                   |                   |                   |                   |                   |                   |                   | 22,7              |                   | 12,2              | *                 |                   |                   |                   |                   | 6,1               |                   |                   |                   |                   |                   |
| 2020 |      |                   |                   |                   | 24,6              | 33,2              |                   |                   |                   |                   |                   |                   | 11,0              |                   | 33,4              |                   |                   | 26,9              |                   | 30,3              | 32,3              |                   |                   |                   |                   |                   | 10,4              |
| 2021 |      |                   |                   |                   |                   |                   |                   |                   |                   |                   | 17,8              | 21,0              |                   |                   |                   |                   |                   |                   |                   |                   |                   |                   |                   | 16,9              | 8,1               |                   |                   |
| 2022 |      |                   | 25,8              |                   |                   |                   | 25,6              | 24,3              | 30,3              | 21,6              |                   |                   |                   |                   |                   |                   |                   |                   | 21,1              |                   |                   |                   | 14,9              |                   |                   |                   |                   |
| 2023 | 27,9 | 24,9              |                   | 23,2              |                   |                   |                   |                   |                   |                   |                   |                   |                   | 22,9              |                   | 10,1              | *                 |                   |                   |                   |                   | 10,3              |                   |                   |                   | 10,7              |                   |
| 2024 |      |                   |                   |                   | 23,6              | 38,3              |                   |                   |                   |                   |                   |                   | 13,3              |                   | 35,4              |                   |                   | 31,6              |                   | 33,9              | 32,5              |                   |                   |                   |                   |                   |                   |
| 2025 |      |                   |                   |                   |                   |                   |                   |                   |                   |                   |                   | …                 |                   |                   |                   |                   |                   |                   |                   |                   |                   |                   |                   | …                 | …                 |                   | …                 |
| Legende: * – Landsgemeinde oder Majorzwahlen/Gemeindeversammlungen in mehreren/allen Wahlkreisen; … – zuk. Wahlen im laufenden Jahr; Wahlergebnisse in Prozent; Quelle: |      |                   |                   |                   |                   |                   |                   |                   |                   |                   |                   |                   |                   |                   |                   |                   |                   |                   |                   |                   |                   |                   |                   |                   |                   |                   |                   |

## Führungsebene
Das Präsidium der Partei besteht aus dem Präsidenten Marcel Dettling und zwei Vizepräsidentinnen (Céline Amaudruz und Magdalena Martullo-Blocher). Sie bilden zusammen mit vier weiteren Mitgliedern (Manuel Strupler, Franz Grüter, Thomas Matter, Sandra Sollberger), dem Fraktionspräsidenten Thomas Aeschi und dem Generalsekretär Henrique Schneider den Parteileitungsausschuss.

### Parteipräsidenten
Die folgenden Politiker waren Parteipräsidenten der Schweizerischen Volkspartei:
- 1971–1976: Hans Conzett
- 1976–1984: Fritz Hofmann
- 1984–1988: Adolf Ogi
- 1988–1995: Hans Uhlmann
- 1996–2008: Ueli Maurer
- 2008–2016: Toni Brunner
- 2016–2020: Albert Rösti
- 2020–2024: Marco Chiesa
- seit 2024: Marcel Dettling

### Generalsekretäre
Die folgenden Politiker waren Generalsekretäre der Schweizerischen Volkspartei:
- 1971–1979: Peter Schmid[63]
- 1979–1994: Max Friedli
- 1994–1996: Myrtha Welti (anfangs interimistisch)[64]
- 1996–1999: Martin Baltisser[64]
- 1999–2001: Jean-Blaise Defago[64]
- 2001–2008: Gregor Rutz[65]
- 2008: Yves Bichsel[66]
- 2008–2009: Silvia Bär (interimistisch)[67]
- 2009–2016: Martin Baltisser[67]
- 2016–2018: Gabriel Lüchinger
- 2018: Dominique Steiner
- 2018–2020: Emanuel Waeber
- 2021–2024: Peter Keller
- seit 2024: Henrique Schneider

## Galerie von Bundesräten der SVP und vormaligen BGB

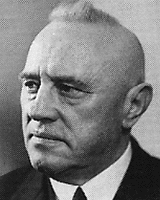
Rudolf Minger (1930–1940)
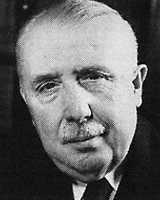
Eduard von Steiger (1941–1951)
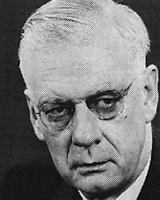
Markus Feldmann (1952–1958)
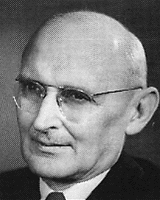
Friedrich Traugott Wahlen (1959–1965)
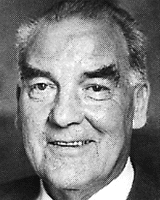
Rudolf Gnägi (1966–1979)
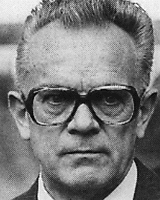
Leon Schlumpf (1980–1987)
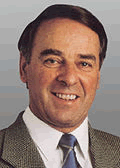
Adolf Ogi (1988–2000)
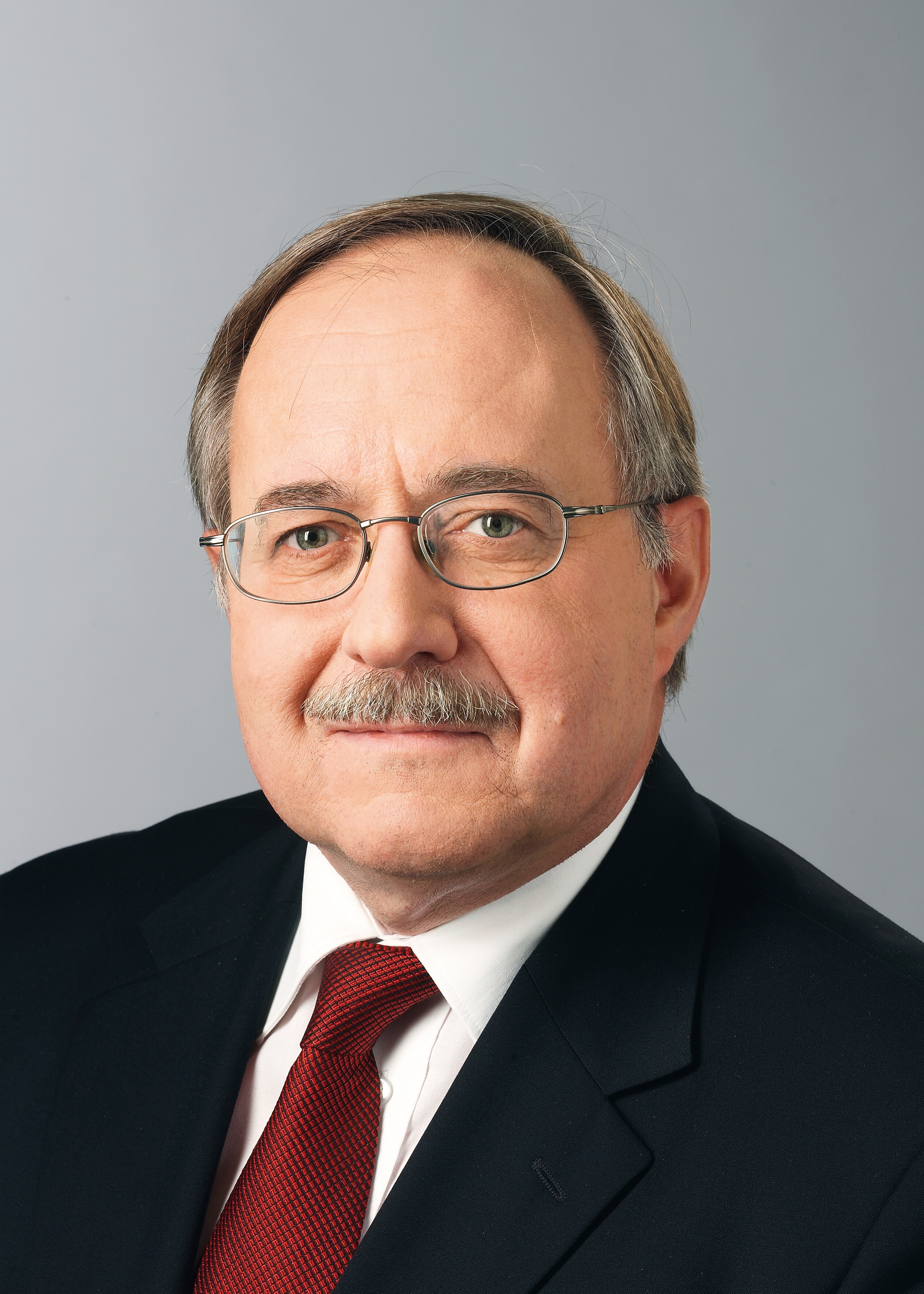
Samuel Schmid (2001–2008)
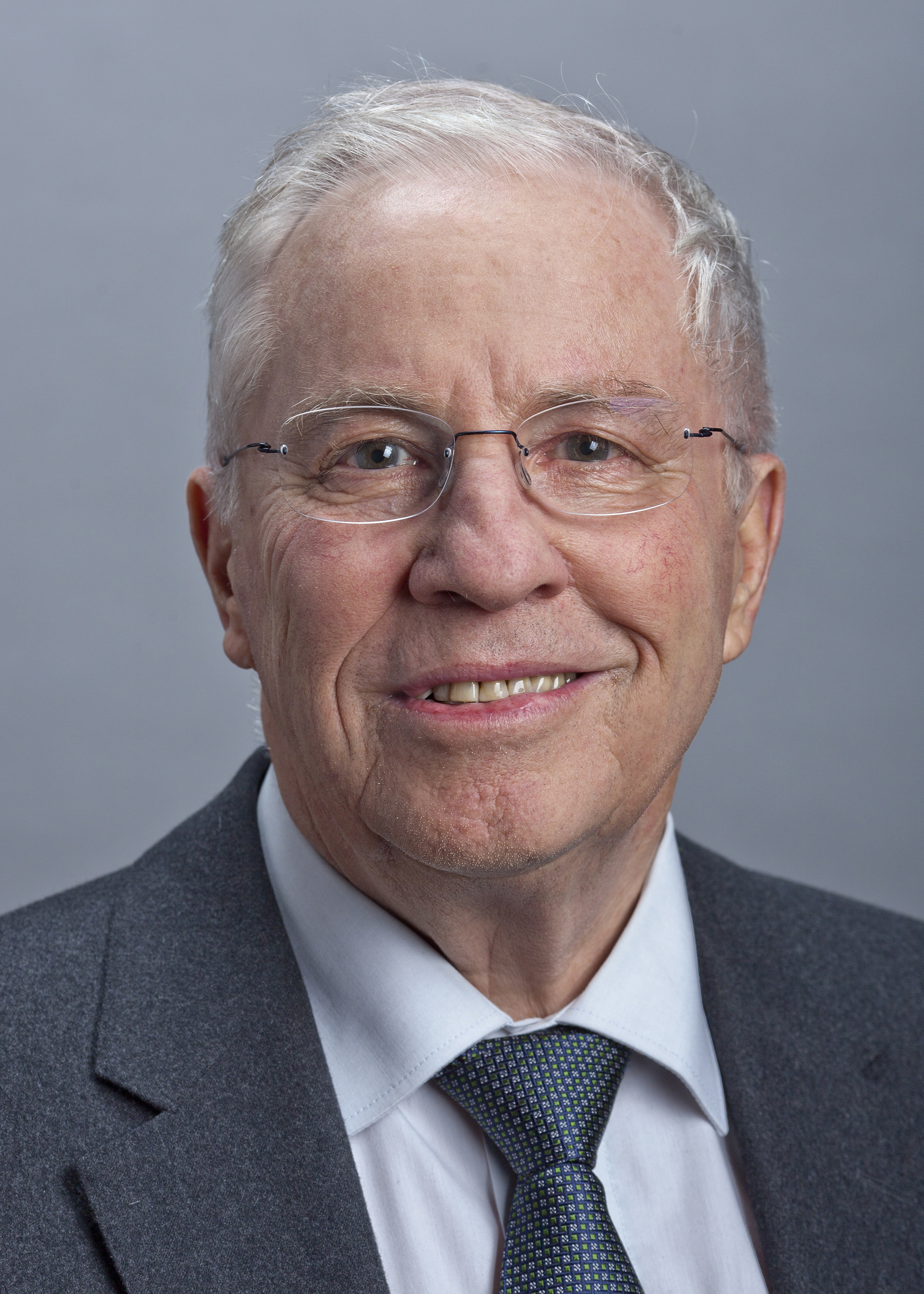
Christoph Blocher (2004–2007)
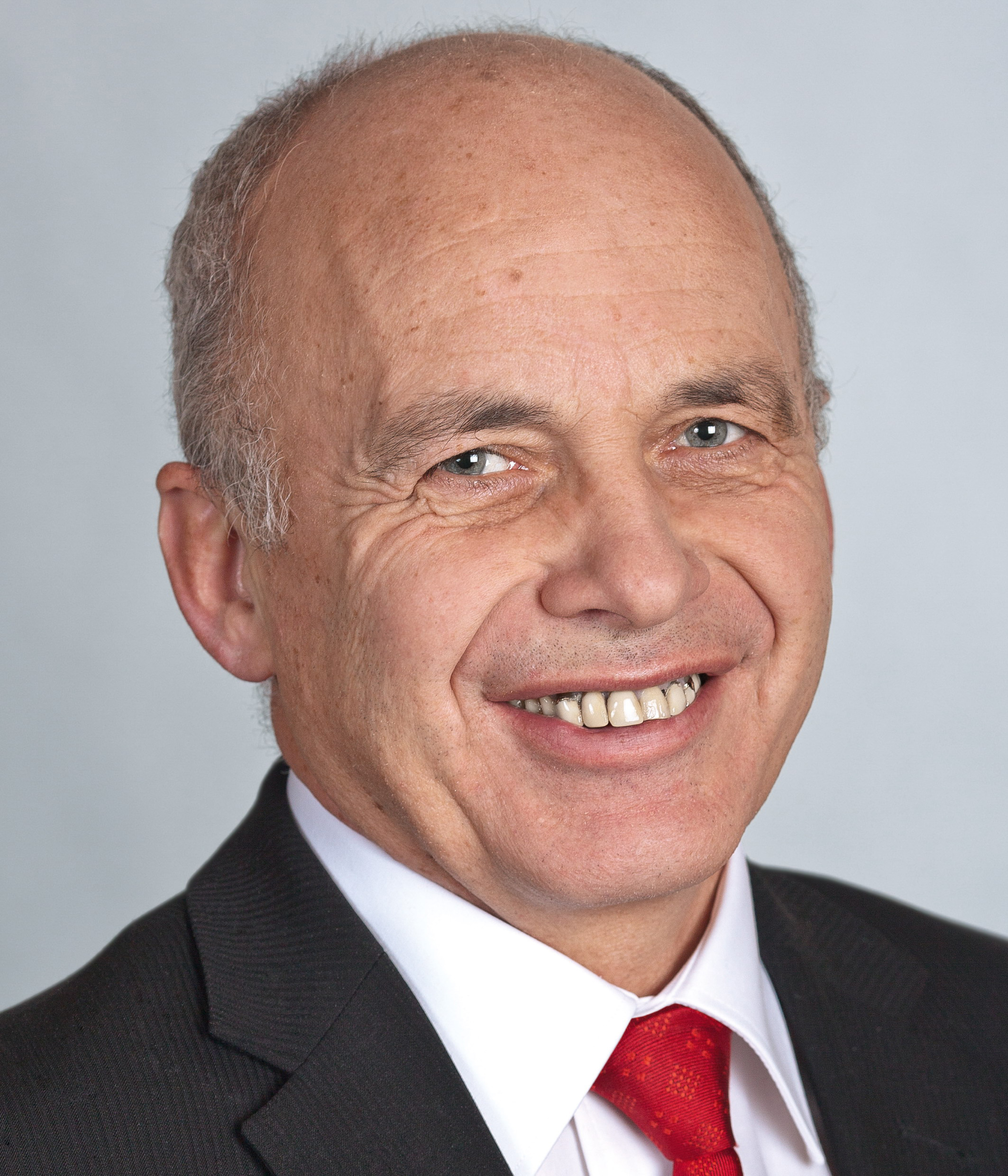
Ueli Maurer (2009–2022)
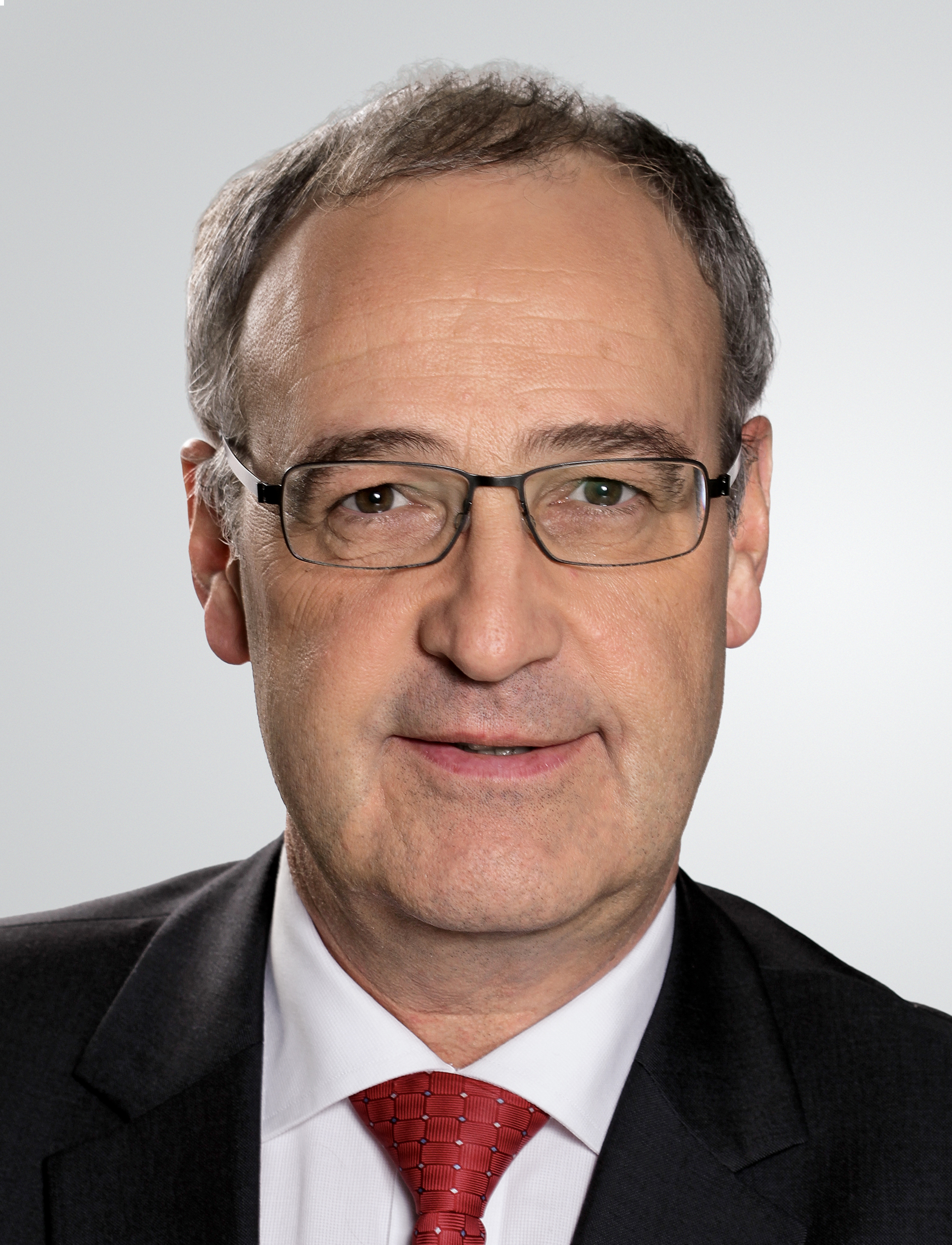
Guy Parmelin (2016–)
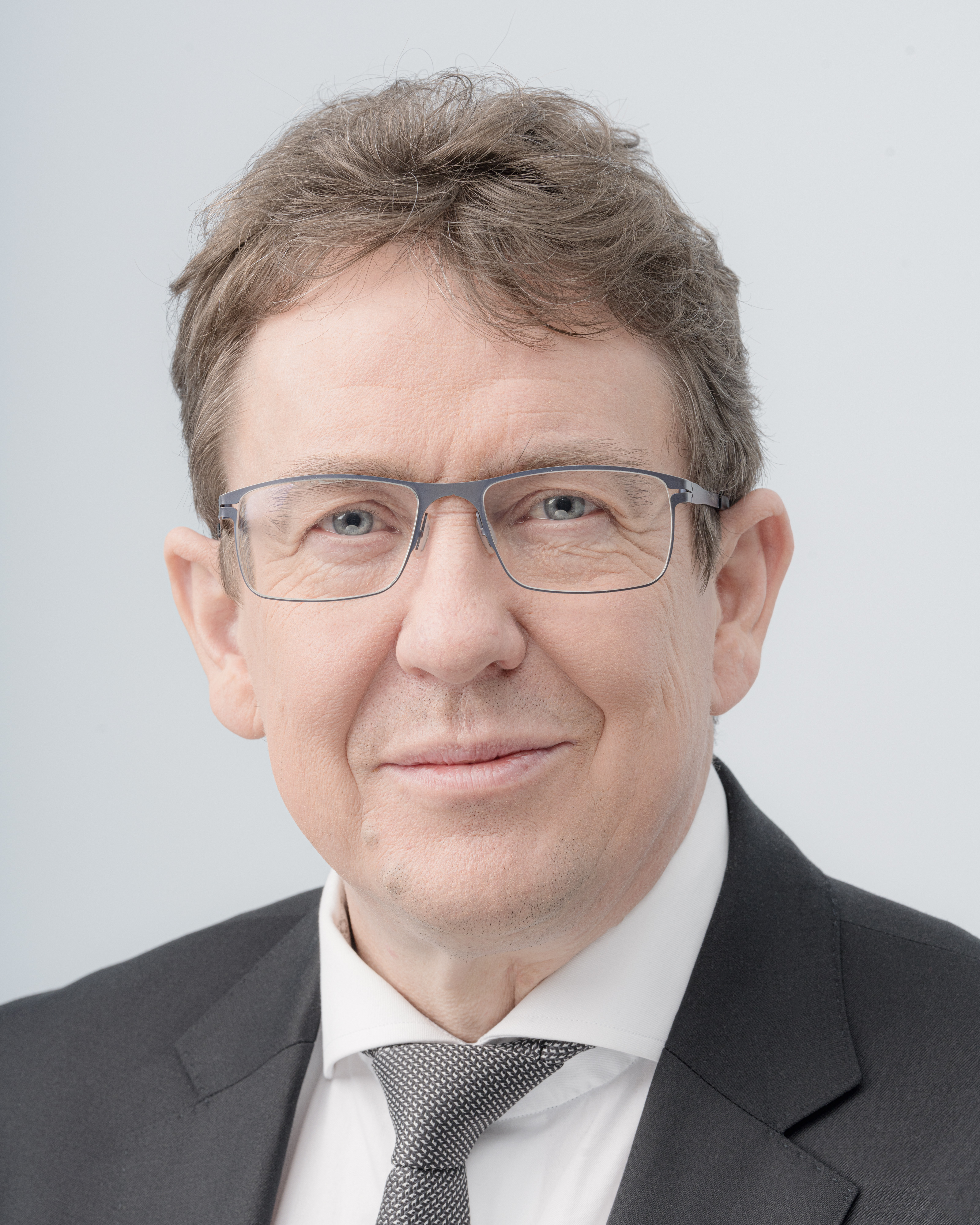
Albert Rösti (2023–)

## Parteinahe Organisationen
- Junge SVP (JSVP): Jungpartei der SVP
- SVP International (SVPI): Förderung der Interessen von Schweizer Bürgern, die im Ausland leben
- SVP Frauen: Frauen innerhalb der SVP
- SVP Senioren: Senioren innerhalb der SVP
- Gruppe Gays in der SVP: 2010 gegründete Gruppe, die sich als Bürgernetzwerk mit politischen Interessen definiert, das die Ideen des LGBT-Konservatismus fördert.[68]

Daneben existieren einige von der Partei formell unabhängige Organisationen, die sich auf die besonders pointierte Vertretung einzelner Teile des Parteiprogramms konzentrieren, wobei ihre Schlüsselpositionen ausschliesslich in den Händen prominenter SVP-Mitglieder liegen:
- Aktion für eine unabhängige und neutrale Schweiz (AUNS): gegen Militäreinsätze im Ausland und gegen jegliche Annäherung an die EU (bis 2022); Nachfolgeorganisation Pro Schweiz, aus Fusion von AUNS, Nein zum schleichenden EU-Beitritt, Unternehmer-Vereinigung gegen den EU-Beitritt.[69]
- Junge für eine unabhängige und neutrale Schweiz: ähnlich AUNS, aber mit jüngerem Zielpublikum
- Bund der Steuerzahler: für sparsamen Umgang mit Steuergeldern (z. B. Volksinitiativen zur Begrenzung von Behördengehältern)
- das Bürgerkomitee Aktion Aktivdienst (Präsident: Divisionär a. D. Hans Wächter)
- Sicherheit für alle (Sifa): gegen Kriminalität und für starke Armee (Präsident: Andreas Glarner, Geschäftsführer: alt Nationalrat Ulrich Schlüer)[70]
- Auto Allianz (AA): für die Interessen der Autofahrer (Präsident: alt Nationalrat Michael E. Dreher)
- Pro Libertate (PL): für mehr Freiheit und Demokratie (Präsident: alt Nationalrat Thomas Fuchs)
- Parteiunabhängiges Informationskomitee (PIKOM): für eine massvolle, den Interessen des Landes dienende Zuwanderungs- und Ausländerpolitik (Präsident: Alt-Nationalrat Thomas Fuchs)

## Dokumentation
- Karin Bauer: Die SVP-Schweiz – Ein Jahr unterwegs mit den Rechtskonservativen. Video in: DOK, Schweizer Fernsehen vom 27. Oktober 2011 (51 Minuten).